# Мереке (Казталовский район)
Мереке (каз. Мереке) — село в Казталовском районе Западно-Казахстанской области Казахстана. Входит в состав Теренколского сельского округа. Находится примерно в 22 км к западу от села Казталовка. Код КАТО — 274865300.

## Население
В 1999 году население села составляло 214 человек (121 мужчина и 93 женщины). По данным переписи 2009 года, в селе проживало 159 человек (85 мужчин и 74 женщины).